# YBP 1194
YBP 1194는 게자리 방향의 M67 내 산개성단에 있는 G형 주계열성이다. 이 항성은 발견 당시 기준으로 표면 온도, 질량, 화학적 중원소 함유량 등등 태양과 가장 비슷한 '쌍둥이 태양'으로 볼 수 있다.

## 외계행성
2013년 12월 19일 이 항성을 6.9일 주기로 도는 외계 행성이 발견되었다. 이 행성의 공전궤도 이심률은 0.24에 질량은 목성의 0.34 배였다. 이후 두 개의 행성이 추가로 발견되었다. 2014년 1월 유럽 남방 천문대는 M67 산개성단 내에서 외계 행성 세 개를 발견했다. 이 중 둘은 YPB 1194를 돌고 있었으며, 산개성단 천체들은 생각했던 것 이상으로 많은 행성을 거느리고 있음을 보여주었다. 이 행성들의 조성물은 아직 구체적으로 밝혀지지 않았다.

## 참고 문헌
1. ↑  “Cl* NGC 2682 YBP 1194”. 《SIMBAD》. Centre de Données astronomiques de Strasbourg. 2014년 3월 4일에 확인함.
2. 1 2 3 4  David Dickinson (2014년 1월 15일). “New exoplanet discoveries in open star cluster”. Postmedia News. 2014년 2월 20일에 원본 문서에서 보존된 문서. 2014년 3월 4일에 확인함.
3. ↑  Brucalassi, A.; Pasquini, L.;Saglia, R.; et. al (2014). “Three planetary companions around M 67 stars”. 《Astronomy & Astrophysics》 561: L9. arXiv:1401.4905. Bibcode:2014A&A...561L...9B. doi:10.1051/0004-6361/201322584.
4. ↑  “Rare Planet Discovered Orbiting Twin of Earth’s Sun in Star Cluster”. 2014년 1월 15일. 2014년 3월 1일에 원본 문서에서 보존된 문서. 2014년 3월 4일에 확인함.